# جونيور مابوكو
جونيور مابوكو (مواليد 7 يناير 1990) لاعب كرة قدم كونغولي لعب سابقاً مع نادي الشعلة كمهاجم .

## روابط خارجية
- جونيور مابوكو على موقع اتحاد تركيا (لاعب) (الإنجليزية)
- جونيور مابوكو على موقع قاعدة بيانات كرة القدم.إي يو (الإنجليزية)
- جونيور مابوكو على موقع Soccerway.com (الإنجليزية)
- جونيور مابوكو على موقع عالم كرة القدم.نت (الإنجليزية)